# Einar Fridlundh
Einar Carl Axel Fridlundh, född 3 juli 1924 i Malmö, död 8 mars 2008 i Skövde, var en svensk militärkapten, ryttare och handbollsspelare.

## Biografi

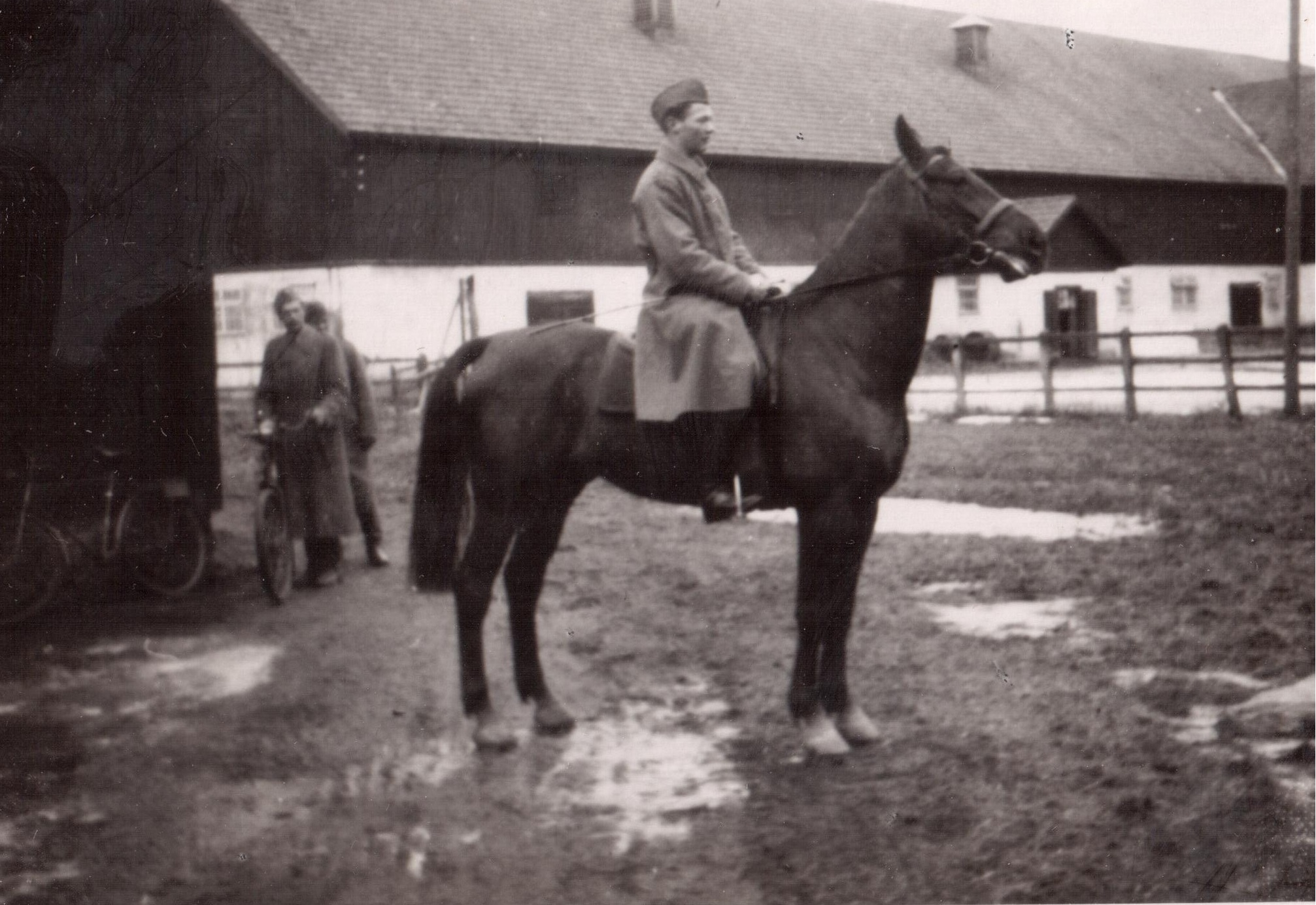
Einar Fridlundh på hästen Iller.

Einar Fridlundh började sin militära karriär på K2 i Helsingborg 1941, men redan året därpå lades det skånska kavalleriregementet ner. Så Fridlundh begav sig till Stockholm och K1, där han blev livryttare.
När hans militärutbildning var slut 1948 blev han förflyttad till K3 i Skövde och blev livhusar. Där gick han i militära skolor som GIS 1950-1951 och Fallskärmsjägarskolan 1958. Han var verksam vid K3 tills han pensionerades 1974 från det militära.
Fridlundh red och tävlade i hopning och i fälttävlan där han tog åtskilliga pris i nationella tävlingar. Han var även en av förgrundsfigurerna till Skövde Ryttarförening.
Fridlundh var även aktiv spelare och spelande tränare i IFK Skövde Handboll mellan åren 1948 och 1963. Spelande tränare blev han efter att han gått en tränarkurs i handboll på Bosön 1959.

## Privatliv
Fridlundh var bror med IFK Kristianstads Karl Fridlundh, som vann SM-guld 1952 och 1953. Hans syskonbarnbarn var Mikael Tillström.
Fridlundh var nära vän med OS-guldmedaljören Petrus Kastenman som han red både med och mot under tiden på K3.